# Île Shepard
Pour les articles homonymes, voir Grant.
L'île Shepard, ou île John Shepard, est une île volcanique d'Antarctique occidental faisant face à la terre Marie Byrd. D'environ 13 km de diamètre et située 8 km à l'ouest de l'île Grant, elle est entièrement recouverte de glace hormis sur sa côte nord, faisant face à la mer ; elle presque complètement incluse dans la barrière de Getz. Elle a été baptisée en l'honneur de John Shepard, Jr., membre de l'expédition qui l'a découverte.
L'île, qui culmine à 522 m d'altitude avec le mont Colburn (en), est d'origine volcanique et est âgée d'environ 1,5 à 0,6 million d'années. L'âge des roches les plus récemment découvertes a été estimé à environ 420 000 ans. Il n'y a aucun signe de volcanisme holocène.